# Gora Stekljannaja
Gora Stekljannaja är ett berg i Antarktis. Det ligger i Västantarktis. Argentina, Chile och Storbritannien gör anspråk på området. Toppen på SGora Stekljannaja är 1 389 meter över havet.
Terrängen runt Gora Stekljannaja är huvudsakligen kuperad, men åt sydväst är den platt. Trakten är obefolkad. Det finns inga samhällen i närheten.